# 塩州郡
塩州郡（ヨムジュぐん）は、朝鮮民主主義人民共和国平安北道の西部に位置する郡。黄海に面する。

## 地理
北に龍川郡・枇峴郡、東に東林郡、東南に鉄山郡がある。
郡の西部に多獅労働者区があり、工業・港湾地区となっている。鉄道によって新義州に結びついており、多獅労働者区の一部は新義州特別行政区に指定されている。

## 行政区画
1邑・1労働者区・22里を管轄する。
| - 塩州邑（ヨムジュウプ） - 多獅労働者区（タサロドンジャグ） - 南鴨里（ナマムニ） - 内中里（ネジュンニ） - 道峯里（トボンニ） - 東鉢里（トンバルリ） - 東城里（トンソンニ） - 蓮谷里（リョンゴンニ） - 蓮山里（リョンサンニ） - 龍北里（リョンブンニ） - 龍山里（リョンサンニ） - 盤谷里（パンゴンニ） - 盤弓里（パングンニ） | - 三价里（サムゲリ） - 西林里（ソリムニ） - 石巌里（ソガムニ） - 信井里（シンジョンニ） - 外下里（ウェハリ） - 仁光里（イングァンニ） - 做義里（チュイリ） - 中虎里（チュンホリ） - 下石里（ハソンニ） - 鶴巣里（ハクソリ） - 香峯里（ヒャンボンニ） |

## 歴史
現在の塩州郡の範囲は、かつての龍川郡の南半分にあたり、1952年に新設されたものである。
日本の植民地時代に多獅島に工業地帯が作られた。

### 年表
この節の出典
- 1952年12月 - 郡面里統廃合により、平安北道龍川郡外下面・外上面・内中面および府羅面の一部、鉄山郡西林面の一部地域をもって、塩州郡を設置。塩州郡に以下の邑・里が成立。(1邑21里)
  - 塩州邑・仁光里・三价里・外下里・内中里・龍山里・信井里・龍北里・香峯里・蓮山里・西林里・中虎里・做義里・盤弓里・東鉢里・下石里・鶴巣里・盤谷里・東城里・道峯里・蓮谷里・多獅里
- 1954年 - 外下里の一部が分立し、南鴨里が発足。(1邑22里)
- 1972年 - 多獅里が多獅労働者区に昇格。(1邑1労働者区21里)
- 1988年 - 盤弓里・鶴巣里・下石里の各一部が合併し、石巌里が発足。(1邑1労働者区22里)
- 2002年9月12日 - 郡域の一部が新義州特別行政区に指定される。(1邑1労働者区22里)
  - 指定される地域は多獅労働者区・石巌里の各一部である。

## 交通
- 平義線
  - 塩州駅 - 内中駅
- 白馬線
  - 塩州駅
- 多獅島線
  - 信井里駅 - 多獅島駅 - 多獅島港駅